# 955 (szám)
A 955 (római számmal: CMLV) egy természetes szám, félprím, az 5 és a 191 szorzata.

## A szám a matematikában
A tízes számrendszerbeli 955-ös a kettes számrendszerben 1110111011, a nyolcas számrendszerben 1673, a tizenhatos számrendszerben 3BB alakban írható fel.
A 955 páratlan szám, összetett szám, azon belül félprím, kanonikus alakban az 51 · 1911 szorzattal, normálalakban a 9,55 · 102 szorzattal írható fel. Négy osztója van a természetes számok halmazán, ezek növekvő sorrendben: 1, 5, 191 és 955.
Huszonháromszögszám.
A 955 négyzete 912 025, köbe 870 983 875, négyzetgyöke 30,90307, köbgyöke 9,84769, reciproka 0,0010471. A 955 egység sugarú kör kerülete 6000,44197 egység, területe 2 865 211,040 területegység; a 955 egység sugarú gömb térfogata 3 648 368 724,1 térfogategység.